# Романа Лобункова
Романа Лобункова (народилась 27 квітня 1989 р. у місті Єсеник, Чехословаччина). Романа займається маунтенбайкінгом та велоспортом, є дворазовою медалісткою чемпіонату світу BMX та чотириразовою медалісткою чемпіонату світу MTB.

## Кар'єра
На чемпіонаті світу BMX, який проходив у 2008 році у китайському місті Тайюань, Лобункова посіла четверте місце.
Перший успіх у своїй кар'єрі Романа досягнула у 2010 році, коли дівчина завоювала срібну медаль в конкуренції Elite на чемпіонаті світу BMX в Пітермаріцбурзі. Перше місце зайняла колумбійка Маріана Пахон, а третє місце дісталось литовка Вільма Римшайте.
В тій самій категорії проте рік пізніше, Романа зайняла уже третє місце. Її випередили дві француженки Магалі Потьє та Ева Аіллоуд.
У 2012 році, спортсменка взяла участь у Літніх Олімпійських іграх 2012 у Лондоні і посіла там 11 місце.
Чешка здобула також три медалі у категорії four-cross: дві бронзові медалі (чемпіонат світу з маунтенбайкінгу 2008 у Вал ді Соле, Італія, та чемпіонат світу 2010 у Мон-Сент-Анн, Канада) та одну срібну медаль (чемпіонат світу з маунтенбайкінгу 2012 у Леоганг, Австрія). Золото отримала голландка Anneke Beerten.